# Ozolette
Die Ozolette ist ein Fluss in Frankreich, der im Département Saône-et-Loire in der Region Bourgogne-Franche-Comté verläuft. Sie entspringt dem See Étang de Millade im Gemeindegebiet von Montmelard, entwässert generell Richtung Nordwest bis West und mündet nach rund 22 Kilometern im Gemeindegebiet von Changy als linker Nebenfluss in die Arconce.

## Orte am Fluss
(Reihenfolge in Fließrichtung)
- Ozolles
- Vaudebarrier
- Marcilly-la-Gueurce
- Changy